# Bryopastor challengeri
Bryopastor challengeri är en mossdjursart som beskrevs av Gordon 1982. Bryopastor challengeri ingår i släktet Bryopastor och familjen Bryopastoridae. Inga underarter finns listade i Catalogue of Life.